# Conocrinus minimus
Conocrinus minimus is een haarster uit de familie Bourgueticrinidae.
De wetenschappelijke naam van de soort werd, als Rhizocrinus minimus, in 1907 gepubliceerd door Ludwig Döderlein.